# Hemioplisis apiculata
Hemioplisis apiculata là một loài bướm đêm trong họ Geometridae.